# Esther Fellner
Esther Fellner (* 1956 in Zürich als Esther Carabelli) ist eine Schweizer Sängerin und Chansonnière.

## Leben
Esther Fellner wuchs in Locarno im Kanton Tessin auf, wo sie auch ihre Schulzeit verbrachte. Ihren künstlerischen Weg begann sie sechzehnjährig mit einem Ballettstudium in Zürich. Nach drei Jahren zog sie wieder ins Tessin, um an der von dem Clown Dimitri neu gegründeten Schule Scuola Teatro Dimitri zu studieren. Dort wurde sie in den Fächern Tanz, Akrobatik, Jonglage, Pantomime, Schauspiel, Improvisation und Gesang ausgebildet. In dieser Zeit begegnete sie auch der italienischen Sängerin Daisj Lumini, die alte italienische Volkslieder sang und deren Unterricht ihre künstlerische Laufbahn maßgeblich beeinflusste.
Gemeinsam mit Frieder Nögge, Clown und Schauspieler, mit dem Fellner auf der Scuola Teatro Dimitri befreundet war, zog sie nach Stuttgart und gründete im Theater im Forum 3 ein Schauspiel-Ensemble. Stücke wie Amore, Mondschalk und das Kinderstück Nippel, Napp und Nögge entstanden und wurden an verschiedenen Orten in Deutschland aufgeführt. Außerdem sang Esther Fellner auf zahlreichen Liederabenden die italienischen Lieder, die sie im Tessin einstudiert hatte.
Nach längerer künstlerischer Pause, in der sie sich seit 1982 ihrer Familie widmete, tritt sie seit 1995 wieder regelmäßig bei Liederabenden auf. Zahlreiche Auftritte führten sie durch Deutschland und in die Schweiz. 2003 gab sie zwei Liederabende in Israel. Ihr Repertoire, das schwerpunktmäßig französische Chansons – unter anderem von Édith Piaf, Charles Aznavour und Jacques Brel – sowie italienische Lieder umfasste, erweiterte sie um Lieder aus Südamerika und Israel.
Im Januar 2006 hatte Esther Fellner einen Auftritt in der Kölner Philharmonie, wo sie Lieder von Walter Jurmann sang. Von Publikum und Presse hervorgehoben wurde ihr Auftritt im August 2006 beim Open-Air-Festival Colors of Music anlässlich der Eröffnung des neuen Berliner Hauptbahnhofs. Sie sang französische Lieder von Walter Jurmann. Die Berliner Morgenpost kommentierte:

„Die Schweizerin Esther Fellner wurde in der langen Sängerriege zum verdienten Publikumsliebling. Herb und verführerisch interpretierte sie mit ihrer dunklen Samtstimme Jurmanns Pariser Chansons.“

Esther Fellner ist seit 1982 verheiratet; sie hat sechs Kinder.

## Diskografie
- Volume One, Meyer Records, 2006
- 12 Songs, Power FM
- Via del campo, Meyer Records, Mai 2007